# Vila Flores

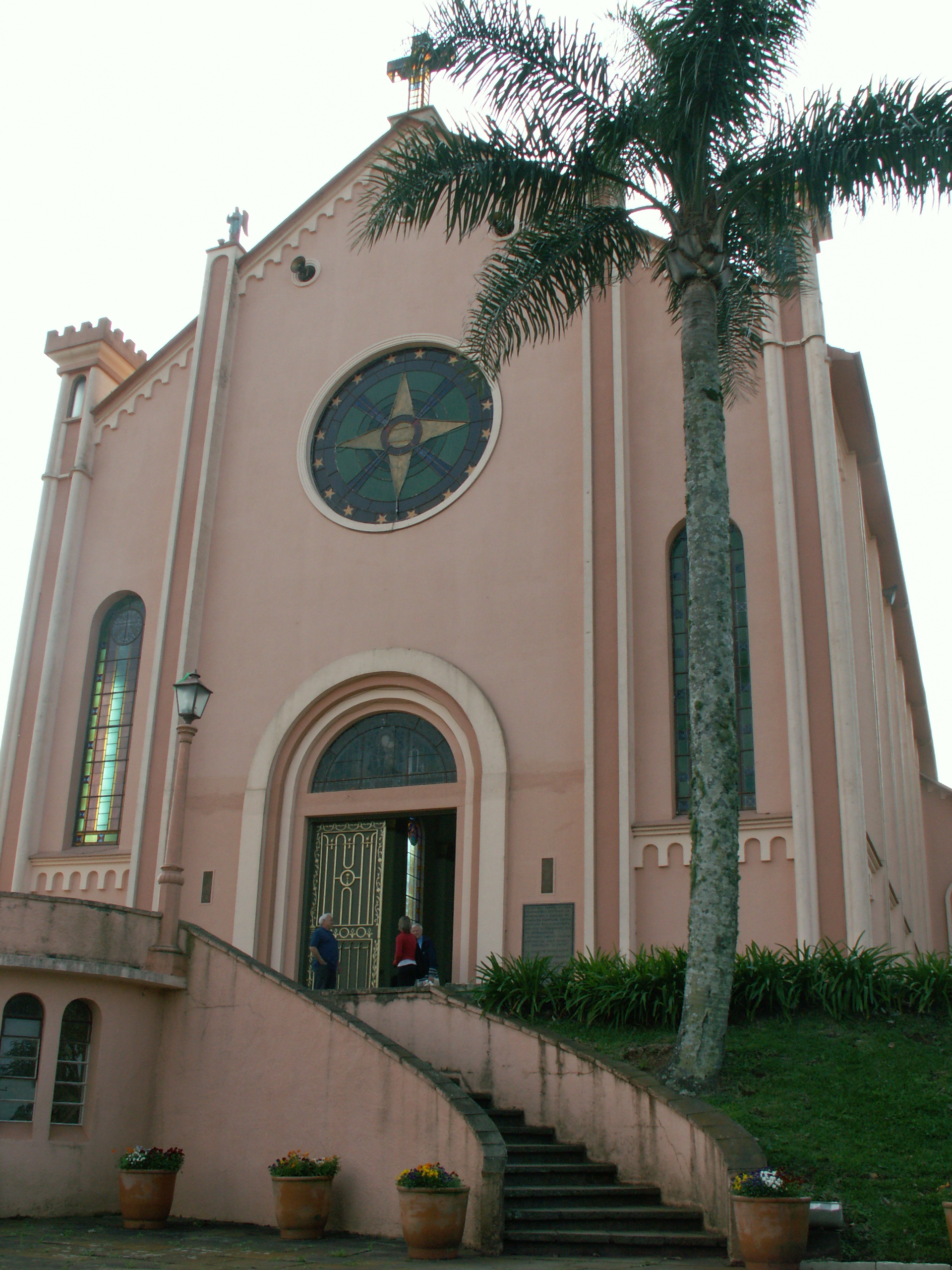
Iglesia de Vila Flores

Vila Flores es un municipio brasileño del estado de Rio Grande do Sul.
Se encuentra ubicado a una latitud de 28º51'46" Sur y una longitud de 51º32'00" Oeste, estando a una altitud de 743 metros sobre el nivel del mar. Su población estimada para el año 2004 era de 3.310 habitantes.
Ocupa una superficie de 125,32 km².
- Datos: Q941364
- Multimedia: Vila Flores / Q941364